# Can Cobarsí
Can Cobarsí és una masia del municipi de Vilobí d'Onyar (Selva). Està situada al sud-est del terme de Vilobí. Forma part de l'Inventari del Patrimoni Arquitectònic de Catalunya.

## Descripció
L'edifici principal és una casa de dues plantes i golfes, vessants a laterals i cornisa catalana que data del segle xvi. La façana principal presenta un portal quadrangular amb la llinda monolítica. Les finestres de la planta baixa són simples i estan protegides per una reixa de ferro forjat. Es van obrir als anys 20 i en substitueixen unes de més petites de pedra, la llinda d'una de les quals portava la data de 1515 que actualment forma part d'un mur de contenció. Al pis superior hi ha tres obertures també quadrangulars amb llinda, brancals i ampits de pedra. La finestra central és la més gran, a la llinda mostra un motiu ornamental de fulla de roure i té una espitllera sota l'ampit. L'obertura de les golfes també és de pedra. El parament és arrebossat i pintat de blanc amb un rellotge de sol pintat i deixa al descobert els carreus ben escairats dels angles.
A l'interior a l'ala dreta es conserven les voltes originals de l'antiga cuina i del menjador. Les portes són totes amb marc de pedra. Entre 1915 y 1920 es va fer una important reforma substituint els forjats originals per revoltons amb bigues de ferro a la sala de l'esquerra, a la central de la planta baixa i el pis superior. Alguns dels terres també van ser canviats per rajoles hidràuliques. L'escala tancada que mena el primer pis és de pedra numulítica de Girona i té una claustra de pedra que servia per vigilar des de l'interior.
A l'esquerra de l'edificiació hi ha un jardí clos per un mur de pedra i reixa de ferro fet de l'any 1932 en lloc de les corts. A la dreta trobem la part d'edificació més antiga, anterior al segle xvi, convertida en dependències de treball i graner, que formen un pati tancat. Davant de la casa hi ha una gran era pavimentada amb pedra i toves on s'obre un gran porxo. Es tracta d'una construcció amb coberta d'embigat de fusta de vessants a laterals sostingut per unes grans columnes de pedra. Enfront, un molí de ferro forjat molt ben conservat construït a Cassà l'any 1893, segons consta en una inscripció, que servia per pouar l'aigua i actualment es troba en desús. El conjunt, tot i que no té plena dedicació a la vida pagesa, conserva, perfectament, la fesomia i els elements propis de la masia dita post remença.

## Història
Els propietaris conserven documentació que data del segle xv. Existeix un document de redempció de 1445 pel qual Pere Cobarsí de Riudarenes es trasllada a l'antiga casa anomenada Sant Martí. Existia una edificació anterior a l'actual que data del segle xvii. Con Cobarsí ha estat des dels seus orígens propietat de la família del mateix nom. Al llarg dels anys tant la casa com les dependències es van anar ampliant i reformant. L'any 1749 s'afegeix un cos a la part del darrere, segons consta inscrit en un rajol. L'any 1860 Antoni Corbasí va reformar la teulada. A principis del segle XX l'edifici va ser objecte d'una reforma important per fer un nou menjador (1926) i una nova cuina al costat esquerre. Les obertures de la planta baixa, el jardí lateral, els forjats de la sala central i de l'ala esquerra, els paviments, etc daten d'aquesta època. L'actual propietari també ha fet algunes reformes, tot i que ha mantingut els elements originals.